# 가실성당
가실성당(佳室聖堂)은 대한민국 경상북도 칠곡군 왜관읍에 있는 가톨릭 성당이다. 대구의 계산성당에 이어 경상도 지방에서는 두 번째로 완공된 성당이며, 경상도 북부 지역과 충청도 일부 지역까지 교세를 확장하는데 있어 어머니 교회의 역할을 하였다. 2015년 6월 14일 가실성당에서는 120주년 기념 미사와 행사가 거행되었다.
성당 내부의 창문들은 독일의 유명한 스테인드글라스 장인인 에기노 바이너트(Egino Weinert, 1920. 3. 3.-2012. 9. 4.)가 제작한 스테인드글라스로 장식되어 있으며, 2004년 개봉된 영화 신부수업의 촬영지로도 유명하다. 성당의 주보성인으로 성녀 안나(마리아의 어머니)를 모시고 있다.
가실성당과 한티 성지까지를 잇는 45.6Km의 도보 순례길인 "한티가는길"의 시작 지점이다.

## 연혁
- 1895. 02. 08 낙산성당 부지 구입 시작
- 1895. 06. 11 가실본당 설립(칠곡, 성주, 김천, 선산, 문경, 예천, 영천 지역 관할)
- 1895. 06. 28 성당 집 구입
- 1895. 09. 02 하경조 신부 왜관낙산(가실)성당 부임
- 1895. 11. 01 본당 관할 사목 시작
- 1896. 05. 01 본당 첫 세례
- 1896. 08. 01 성당 공사 완공
- 1898. 06. 23 제1대 하경조 신부 전임
- 1898. 07. 12 제2대 본당신부 부임
- 1898. 09. 01 가실성당 설립
- 1899. 08. 15 사제관 신축, 성당 수리
- 1901. 김천성당(현 김천 황금 성당) 분가
- 1922. 상주 퇴강성당 분가
- 1928. 왜관성당 분가
- 1952. 북한의 덕원에서 피난온 베네딕도회 수도자들이 생활하며 사목활동 시작
- 1995. 성모동굴 완성(100주년 기념 사업)
- 2002. 에기노 바이너트의 스테인드글라스 작품 설치[1]
- 2005년 1월 2일 낙산성당(1958~2004년까지 사용)에서 원래의 이름인 '가실 성당'으로 재개칭
- 2011. 7. <가실(낙산)성당 100년사> 출판[5]

## 미사 시간
- 화(Tue): 20:00(하절기) / 19:30(동절기)
- 수(Wed): 06:30
- 목(Thur): 20:00(하절기) / 19:30(동절기)
- 금(Fri): 06:30
- 토(Sat): 20:00(하절기) / 19:30(동절기)
- 주일(Sun): 07:00, 10:00 (교중미사)

## 참고 자료
- 칠곡 가실성당 - 국가유산청 국가유산포털